# The Dark Side (álbum de Gregorian)
The Dark Side es el sexto álbum de Gregorian, lanzado 2004. En algunos países se lanzó una edición limitada con el nombre de «Masters of Chant Chapter V», que no debe confundirse con el Masters of Chant Chapter V de 2006.

## Lista de canciones
| Edición estándar |                             |          |  |
| N.º              | Título                      | Duración |  |
| 1.               | «Hurt»                      | 6:20     |  |
| 2.               | «My Inmortal»               | 5:26     |  |
| 3.               | «The Four Hoursemen»        | 4:51     |  |
| 4.               | «Unbeliever»                | 4:18     |  |
| 5.               | «Where the Wild Roses Grow» | 4:51     |  |
| 6.               | «Close My Eyes Forever»     | 6:00     |  |
| 7.               | «More»                      | 6:05     |  |
| 8.               | «Uninvited»                 | 4:25     |  |
| 9.               | «The Raven»                 | 5:28     |  |
| 10.              | «Gregorian Anthem»          | 6:07     |  |
| 11.              | «Ave Satani»                | 3:27     |  |
| 12.              | «The End»                   | 2:06     |  |
| 13.              | «In the Shadows»            | 4:29     |  |

### Edición limitada
Esta edición añade la canción Engel (Rammstein) en la voz de Marjan Shaki, entre las pistas de Gregorian Anthem y Ave Satani (The Omen).

### Edición «Special Rock»
Las diferencias de esta edición respecto a la estándar son:
1. Omisión de tres temas: Where the Wild Roses Grow, Uninvited y The End.
2. El orden y duración de las pistas: algunas se acortan.
3. La inclusión de una versión extendida de Nothing Else Matters, una de las canciones del primer álbum de la banda, el Masters Of Chant de 1999.